# Однополые браки в Бельгии
30 января 2003 года Бельгия, возглавляемая Христианскими Демократами, стала второй страной в мире, легализовавшей, с некоторыми ограничениями, однополые браки. В то же время уже с 1998 года однополые (как и разнополые пары) имели возможность заключения так называемых договоров узаконенного сожительства, предоставляющих партнёрам минимальный набор прав и обязанностей.

## История

### История принятия законопроекта
Исторически бельгийский закон, базирующийся на кодексе Наполеона, не предусматривал указания на то, что в брак могут вступать только разнополые пары; комментаторы указывали, что согласно духу закона брак — союз мужчины и женщины, однако в самом тексте закона подобного требования не было (в отличие, к примеру, от ограничения по возрасту, согласия самих брачующихся или их родителей, если вступающие в брак не достигли определённого возраста, а также запрета на браки братьев и сестёр, дядьев и племянниц, тёток и племянников). Начиная с 1996 года члены парламента от фламандской крайне-правой партии Фламандский блок вносили законопроекты с требованием включения разницы между полами в качестве одного из условий для заключения брака. В качестве аргумента сторонники требования разницы пола приводили мнения юристов о размножении как о предназначении брака, а также писали о роли семьи как краеугольного камня общества, структуры, в которой дети могут расти в атмосфере безопасности и доверия. Лица, заинтересованные в однополых браках, были названы «эксгибиционистами, желающими превратить свой образ жизни в норму».
В 2000 году Кристин Грауэлс (Agalev-Ecolo) и Карин Лальё (PS) подали в Палату представителей парламента законопроект, предусматривающий возможность вступления в брак двух лиц одного пола. Палата представителей запросила мнение Государственного совета (нидерл. Raad van State (België)): Государственный совет выступил против законопроекта, указав, что деторождение возможно только в союзе мужчины и женщины, на очевидность того, что всегда только лица разного пола могли вступить в брак и что для однополых пар следовало создать другую форму союза. Министры Лоретт Онкелинкс (фр. Laurette Onkelinx) (юстиция) и Магда Алвут (нидерл. Magda Aelvoet) (здравоохранение) выступили с резкой критикой позиции Государственного совета, противоречащей утрате деторождением статуса единственной цели брака. Законопроект был снова подан в мае 2002 и принят бельгийским Сенатом 28 ноября 2002 года 46 голосами против 15. Палата представителей утвердила законопроект 30 января 2003 года 91 голосом против 22. Закон был подписан королём бельгийцев Альбертом II 13 февраля и вступил в силу 1 июня 2003 года.

### Последующие дополнения и изменения
Первоначально однополый брак между гражданином Бельгии и иностранцем мог быть заключен только при условии, что в его стране происхождения юридически признаются подобного рода союзы, что фактически означало возможным лишь брак с гражданами Нидерландов.
В соответствии с изменениями в законодательстве, вступившими в силу 6 февраля 2005 года, однополые браки в Бельгии разрешено заключать при условии, что один из супругов либо имеет бельгийское гражданство, либо проживает на территории этой страны минимум 3 месяца. Первоначально законом не предоставлялось право усыновления, совместное усыновление детей было разрешено в 2006 году.
С точки зрения закона однополые браки были равнозначны разнополым, за следующим исключением: при рождении женщиной ребёнка в разнополом браке, её муж автоматически считался родителем ребёнка, однако при рождении женщиной ребёнка в однополом браке, её жена автоматически родителем ребёнка не считалась. Лишь с 1 января 2015 года супруга женщины, родившей ребенка в однополом браке, автоматически считается второй матерью ребенка.

## Статистика

### Статистика заключения однополых браков

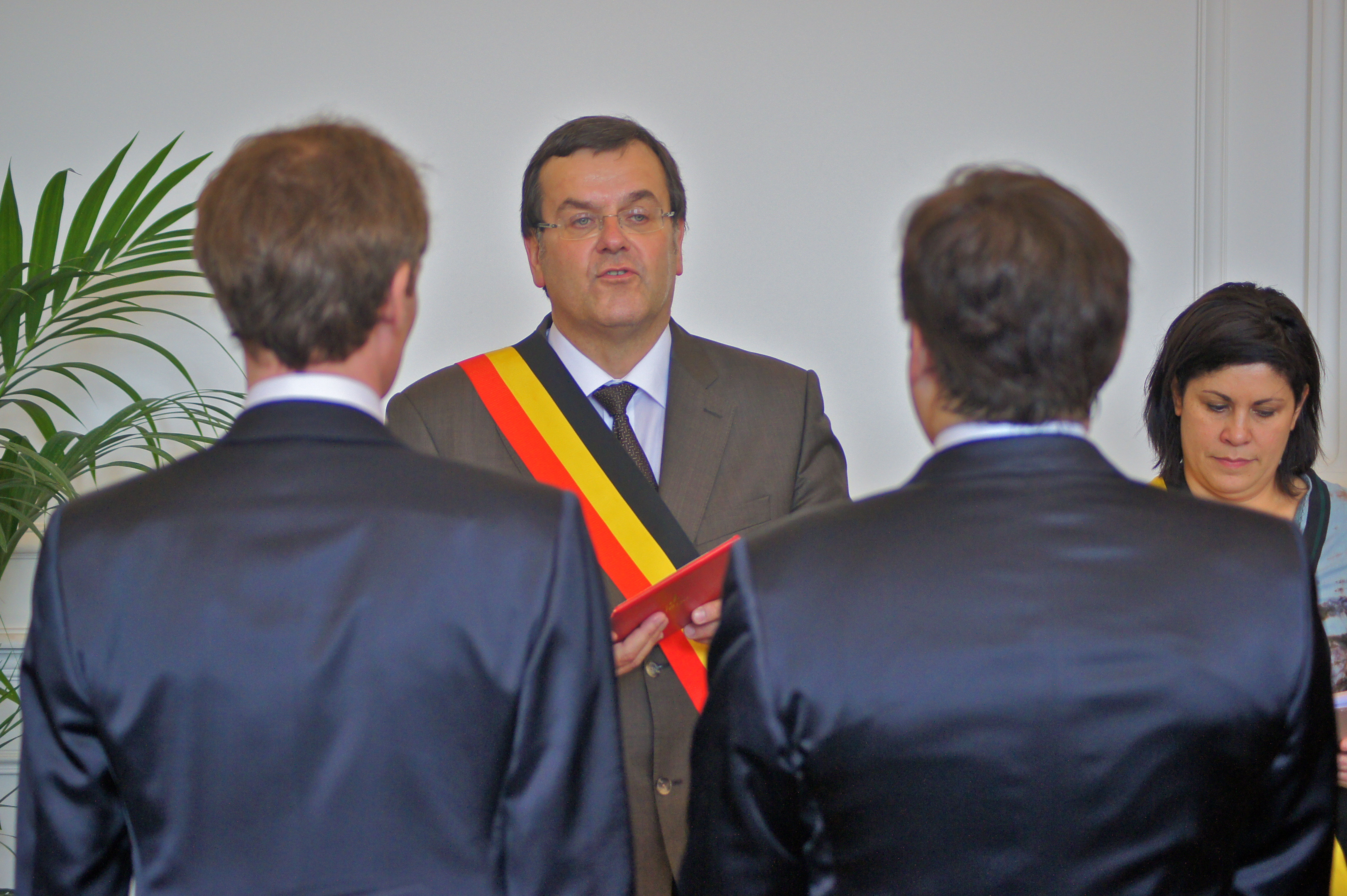
Двое мужчин, вступающих в брак во Льеже (2013)

Первый брак между лицами одного пола был заключен 6 июня 2003 года в Капеллене. Супругами стали Марион Хёйбрехтс и Кристель Версвейвелен.
В следующей таблице приведены данные по количеству лиц, вступивших в однополый брак.
| Год  | Мужчин | Женщин | Всего | % однополых браков |
| ---- | ------ | ------ | ----- | ------------------ |
| 2004 | 1244   | 894    | 2138  | 2,47               |
| 2005 | 1160   | 894    | 2054  | 2,38               |
| 2006 | 1191   | 1057   | 2248  | 2,51               |
| 2007 | 1189   | 1111   | 2300  | 2,52               |
| 2008 | 1148   | 1035   | 2183  | 2,39               |
| 2009 | 1133   | 894    | 2027  | 2,46               |
| 2010 | 1062   | 1102   | 2164  | 2,57               |
| 2011 | 1108   | 1033   | 2141  | 2,61               |
| 2012 | 1086   | 1017   | 2103  | 2,49               |
| 2013 | 988    | 940    | 1928  | 2,55               |
| 2014 | 1046   | 1094   | 2140  | 2,68               |

Нечётные числа связаны с неодновременной регистрацией брака в различных коммунах. Наибольшее число брачующихся проживает в провинции Антверпен, наименьшее — в провинции Люксембург, что, однако, неудивительно, так как Люксембург — самая малонаселенная провинция.
В первые шесть месяцев 2009 года каждая сороковая пара, вступавшая в брак, состояла из лиц одного пола. Снижение количества однополых браков в 2013 году соответствует снижению общего количества браков в 2013 году.
В следующей таблице приведены данные по количеству однополых браков. В 2017 году было заключено 1112 однополых брака (2,5 % от общего числа заключённых браков).
| Год  | Всего браков | Браков, заключённых между мужчиной и женщиной | Браков, заключённых между двумя женщинами | Браков, заключённых между двумя мужчинами |
| ---- | ------------ | --------------------------------------------- | ----------------------------------------- | ----------------------------------------- |
| 2014 | 44858        | 43759                                         | 551                                       | 538                                       |
| 2015 | 45005        | 43914                                         | 548                                       | 543                                       |
| 2016 | 44725        | 43555                                         | 572                                       | 598                                       |
| 2017 | 44319        | 43207                                         | 542                                       | 570                                       |
| 2018 | 45059        | 43884                                         | 556                                       | 619                                       |

### Статистика расторжения однополых браков
В следующей таблице приведены данные по количеству лиц, расторгнувших однополые браки.
| Год  | Мужчин | Женщин |
| ---- | ------ | ------ |
| 2004 | 9      | 9      |
| 2005 | 8      | 21     |
| 2006 | 17     | 42     |
| 2007 | 73     | 111    |
| 2008 | 151    | 170    |
| 2009 | 158    | 213    |
| 2010 | 197    | 252    |
| 2011 | 202    | 291    |
| 2012 | 216    | 305    |
| 2013 | 208    | 311    |
| 2014 | 232    | 345    |

Всего с 2003 по 2010 год были расторгнуты 6,7 % браков между мужчинами и 10,6 % браков между женщинами.
В следующей таблице приведены данные по количеству расторжений браков.
| Год  | Всего расторгнутых браков | Браков, заключённых между мужчиной и женщиной | Браков, заключённых между двумя женщинами | Браков, заключённых между двумя мужчинами |
| ---- | ------------------------- | --------------------------------------------- | ----------------------------------------- | ----------------------------------------- |
| 2014 | 25066                     | 24746                                         | 186                                       | 134                                       |
| 2015 | 24667                     | 24333                                         | 201                                       | 133                                       |
| 2016 | 23583                     | 23248                                         | 210                                       | 125                                       |
| 2017 | 23059                     | 22730                                         | 187                                       | 142                                       |
| 2018 | 23135                     | 22742                                         | 255                                       | 138                                       |